# KSVヘッセン・カッセル
KSVヘッセン・カッセル（KSV Hessen Kassel）は、ドイツ・ヘッセン州のカッセルを本拠地とするサッカークラブ。

## 歴史
19世紀末より、カッセルの街でいくつかのスポーツクラブが結成された。それらの合併を経て、1945年に現クラブの土台となるものが成立した。ブンデスリーガ発足後は、主に2部リーグに所属していたが、1990年代より深刻な財政危機に陥り、1991年にはドイツ杯で8強にまで残るなど意地をみせたものの、とうとう1993年にクラブ経営が破綻した。これによりクラブ名を改称して再出発したものの、クラブは存続できずに消滅した。しかしながら、それでも1998年にクラブが再結成され、ドイツ8部リーグ（クライスリーガ）から復活を図った。それから4連続で昇格を果たし、4部リーグ（オーバーリーガ）にまで昇格した。2005年から2006年のシーズンで4部リーグ優勝を果たし、レギオナルリーガ（3部）昇格を決めた。

## タイトル

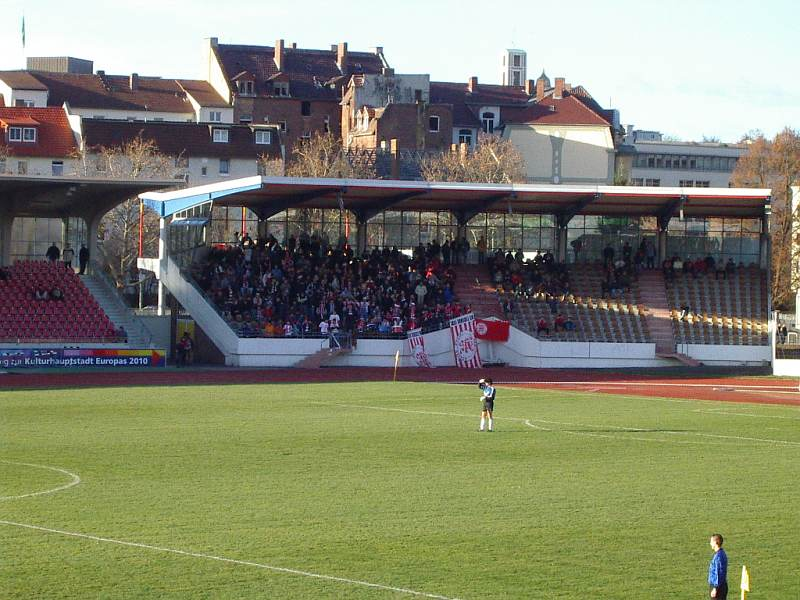
スタジアムの風景

### 国内タイトル
なし

### 国際タイトル
なし